# Список охраняемых природных территорий Юкона
Территориальные парки Юкона находятся в ведении отделения Парки Юкона министерства окружающей среды Юкона и регламентируются актом о парках и территориях Юкона, Канада. В настоящее время действует четыре территориальных парка. Ведутся работы по созданию ещё трёх парков. Основным этапом создания территориальных парков является соглашение с первыми нациями, населяющими территорию будущего парка.
Кроме территориальных парков в Юконе находится три национальных парка, управление которыми находится в руках агентства Парки Канады. 
Ниже представлен список парков территории Юкон по алфавиту.
| Название                                                                                   | Год образования | Площадь  | Изображение | Карта                                                         |
| ------------------------------------------------------------------------------------------ | --------------- | -------- | ----------- | ------------------------------------------------------------- |
| Территориальный парк Агей-Мене Agay Mene Territorial Park                                  | планируется     | 729,0    |             |                                                               |
| Территориальный парк Аси-Кейи Agay Mene Territorial Park                                   | планируется     | 3023,8   |             | Список охраняемых природных территорий Юкона (Канада) · Точка |
| Национальный парк Вунтут en:Vuntut National Park                                           | 1995            | 4 345,0  |             | Список охраняемых природных территорий Юкона (Канада) · Точка |
| Национальный парк Иввавик en:Ivvavik National Park                                         | 1984            | 10 168,0 |             | Список охраняемых природных территорий Юкона (Канада) · Точка |
| Национальный парк и резервация Клуэйн en:Kluane National Park and Reserve                  | 1972            | 22 013,3 |             | Список охраняемых природных территорий Юкона (Канада) · Точка |
| Территориальный парк Кол-Ривер-Спрингс Coal River Springs Territorial Park                 | 1990            | 16,1     |             | Список охраняемых природных территорий Юкона (Канада) · Точка |
| Территориальный парк Кусава Kusawa Territorial Park                                        | планируется     | 3 113,0  |             | Список охраняемых природных территорий Юкона (Канада) · Точка |
| Территориальный парк Тумстон '                                                             |                 | 2 113,1  |             | Список охраняемых природных территорий Юкона (Канада) · Точка |
| Территориальный парк Фишинг-Бранч—Ниинли-Нжик Fishing Branch Ni'iinlii Njik Park           | 1999            | 6 708,0  |             | Список охраняемых природных территорий Юкона (Канада) · Точка |
| Территориальный парк Хершел-Айленд—Куикиктарук Herschel Island Qikiqtaruk Territorial Park | 1987            | 113,0    |             | Список охраняемых природных территорий Юкона (Канада) · Точка |